# Rykonty (przystanek kolejowy)
Rykonty (lit. Rykantai, ros. Рикантай) – przystanek kolejowy w miejscowości Rykonty, w rejonie trockim, w okręgu wileńskim, na Litwie. Położony jest na linii Wilno – Kowno.
Przystanek istniał w czasach II Rzeczypospolitej.